# Rasage

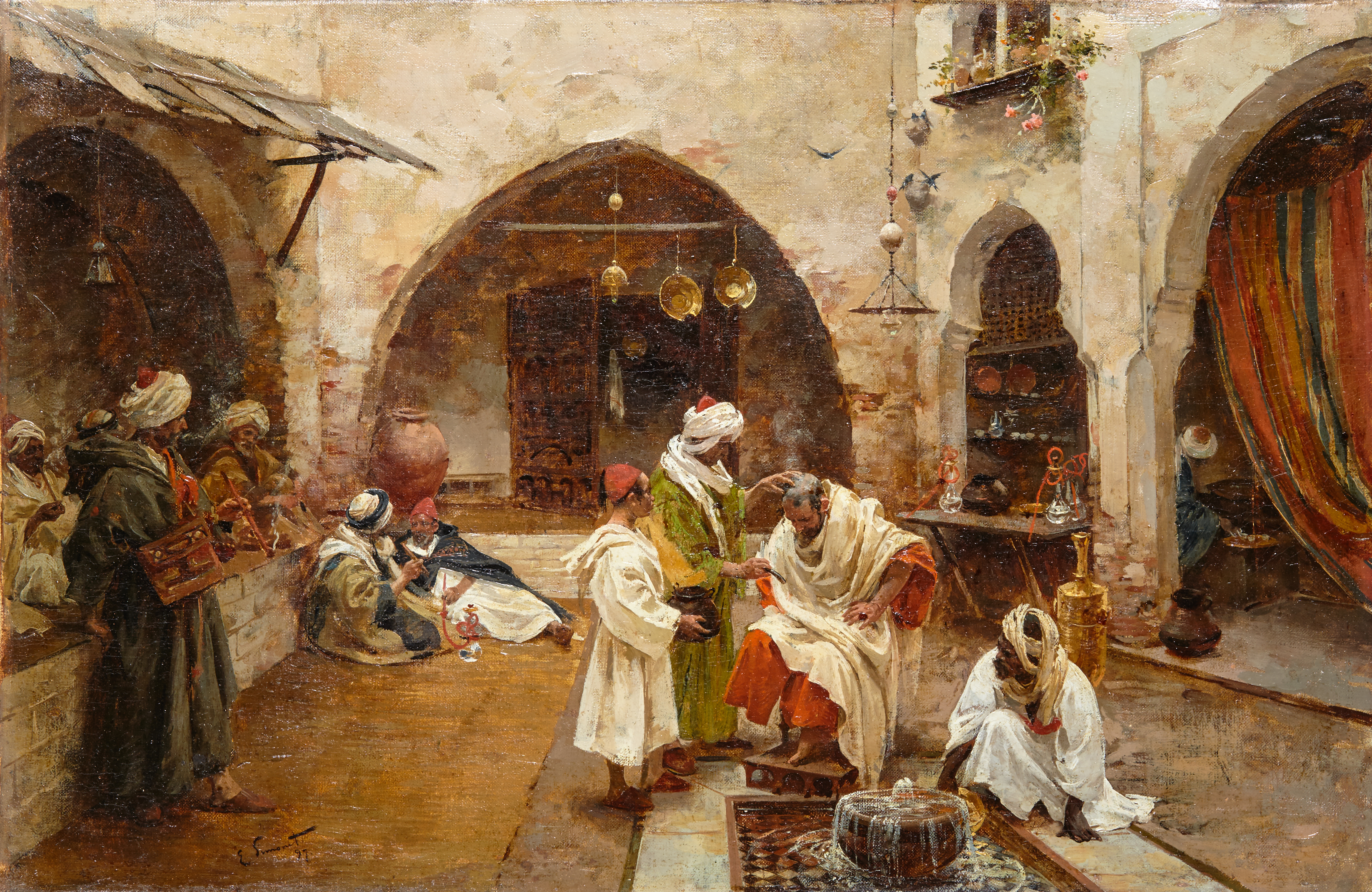
Le Barbier du Souk (1897) de Enrique Simonet

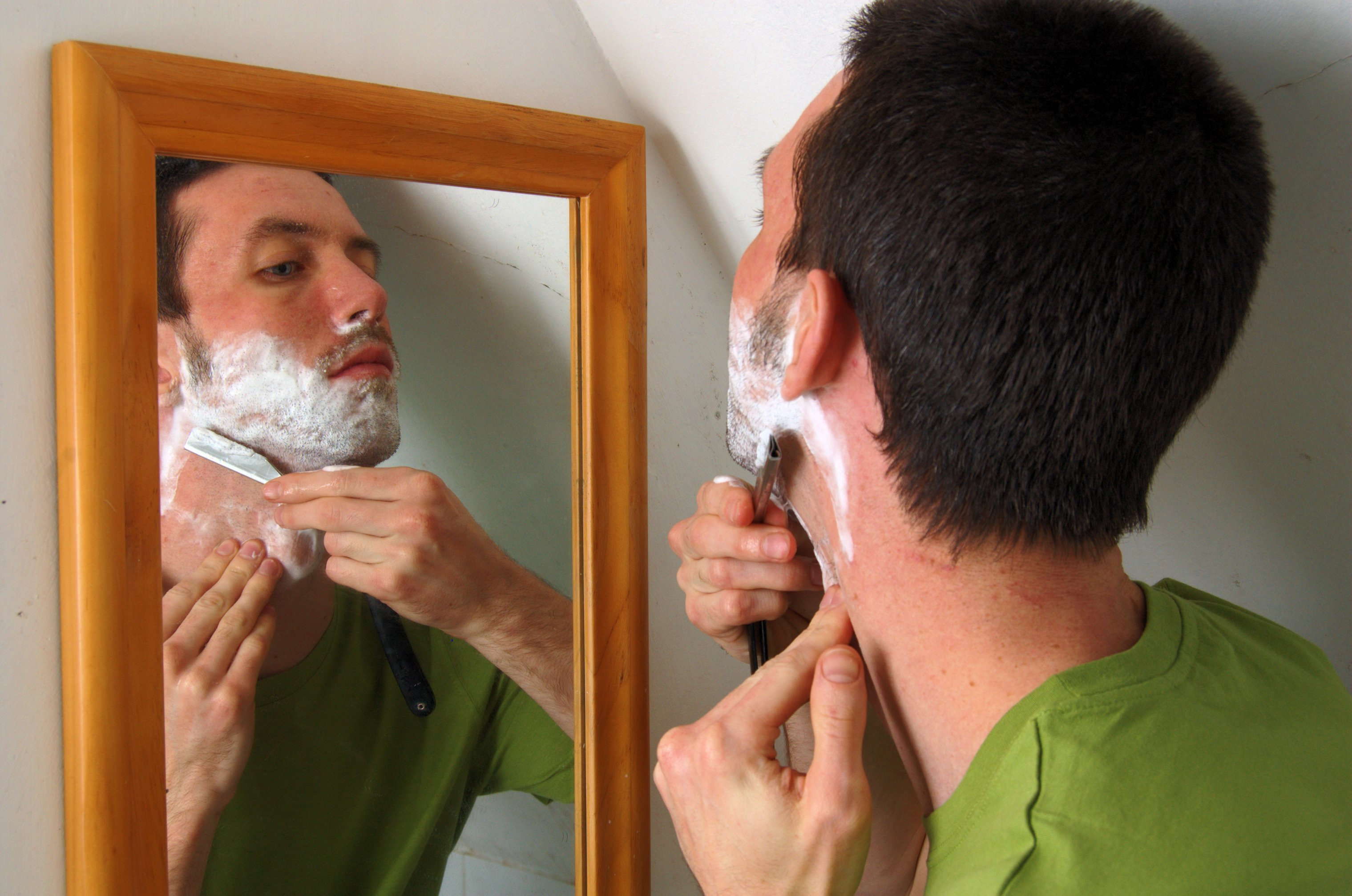
Un homme se rasant avec un rasoir droit.

Le rasage est une technique et un soin d'épilation temporaire basé sur l'usage d'un rasoir. Chez les hommes, le rasage concerne le plus souvent les poils du visage, et parfois le torse, le pubis, les aisselles ou encore les cheveux lorsqu'ils sont très courts. Chez les femmes, le rasage concerne plutôt les jambes, les aisselles et parfois le pubis. Le rasage de la tête est principalement le fait des hommes, souvent militaires ou dans le cadre de sports de compétition comme la natation ou les sports extrêmes, ou encore d'une religion particulière ou d'une culture urbaine (skinhead).
Il existe deux types de rasage et donc de rasoirs :
1. Le rasoir mécanique
Un rasoir mécanique comporte une ou plusieurs lames. Le rasoir droit existe toujours, c'est le rasoir avec une lame rétractable (attention à son maniement, qui requiert de la pratique).
2. Le rasoir électrique

## Histoire

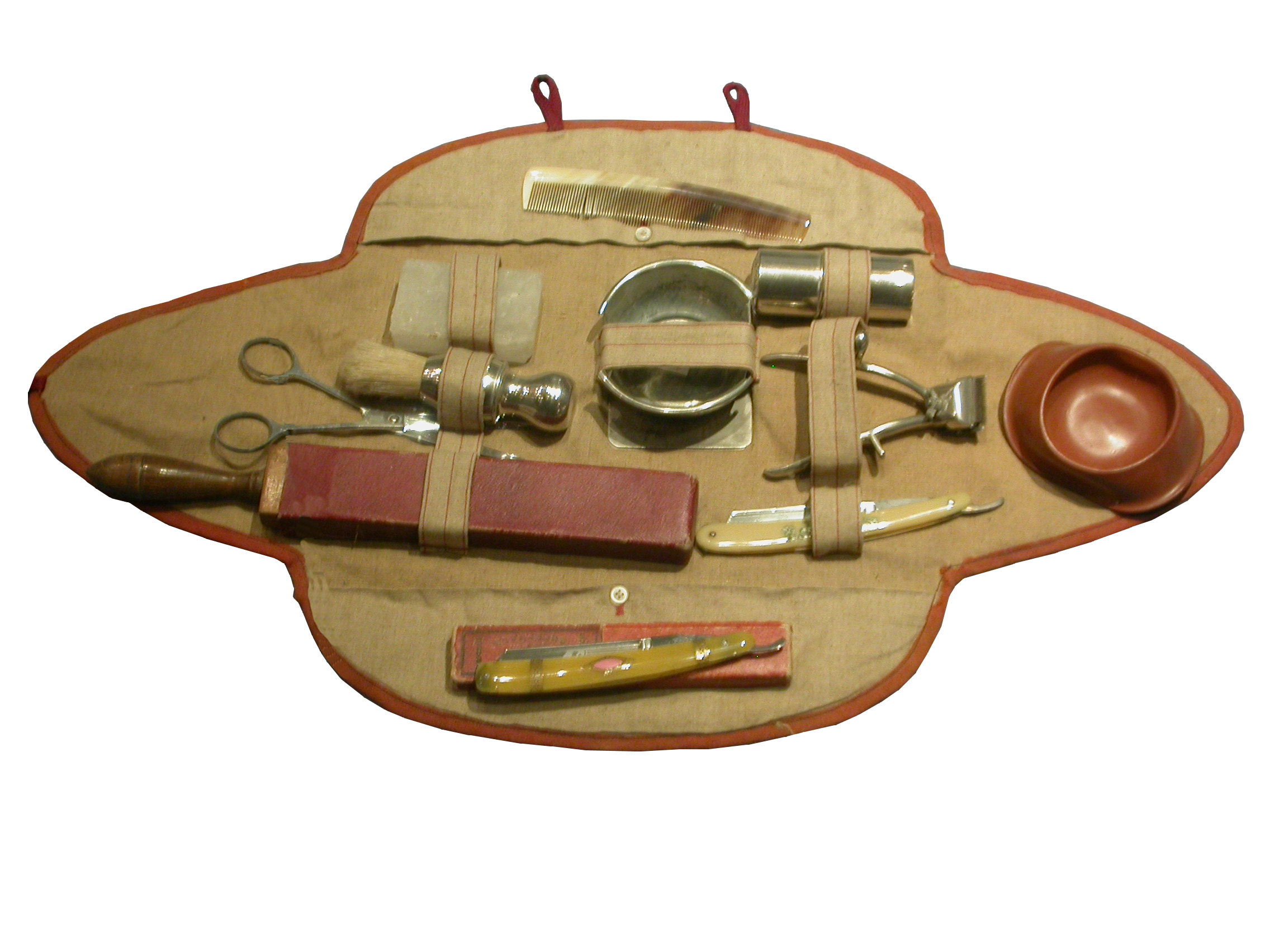
Nécessaire de toilette de la Première Guerre mondiale

Avant que les rasoirs ne devinssent courants, certains humains utilisaient des coquillages pour se débarrasser de leurs poils. Un peu plus tard, vers le IIIe millénaire avant notre ère, lorsque les outils en cuivre ont fait leur apparition, les humains ont conçu les premiers rasoirs.[réf. souhaitée]
Il se peut que l'idée d'une notion d'esthétique comme d’hygiène personnelle soit apparue à cette époque, bien qu'il soit possible aussi que les prêtres égyptiens pratiquassent déjà quelque chose de similaire auparavant.[style à revoir]
L'absence de barbe décelait le fonctionnaire. (Fédor Dostoievski)

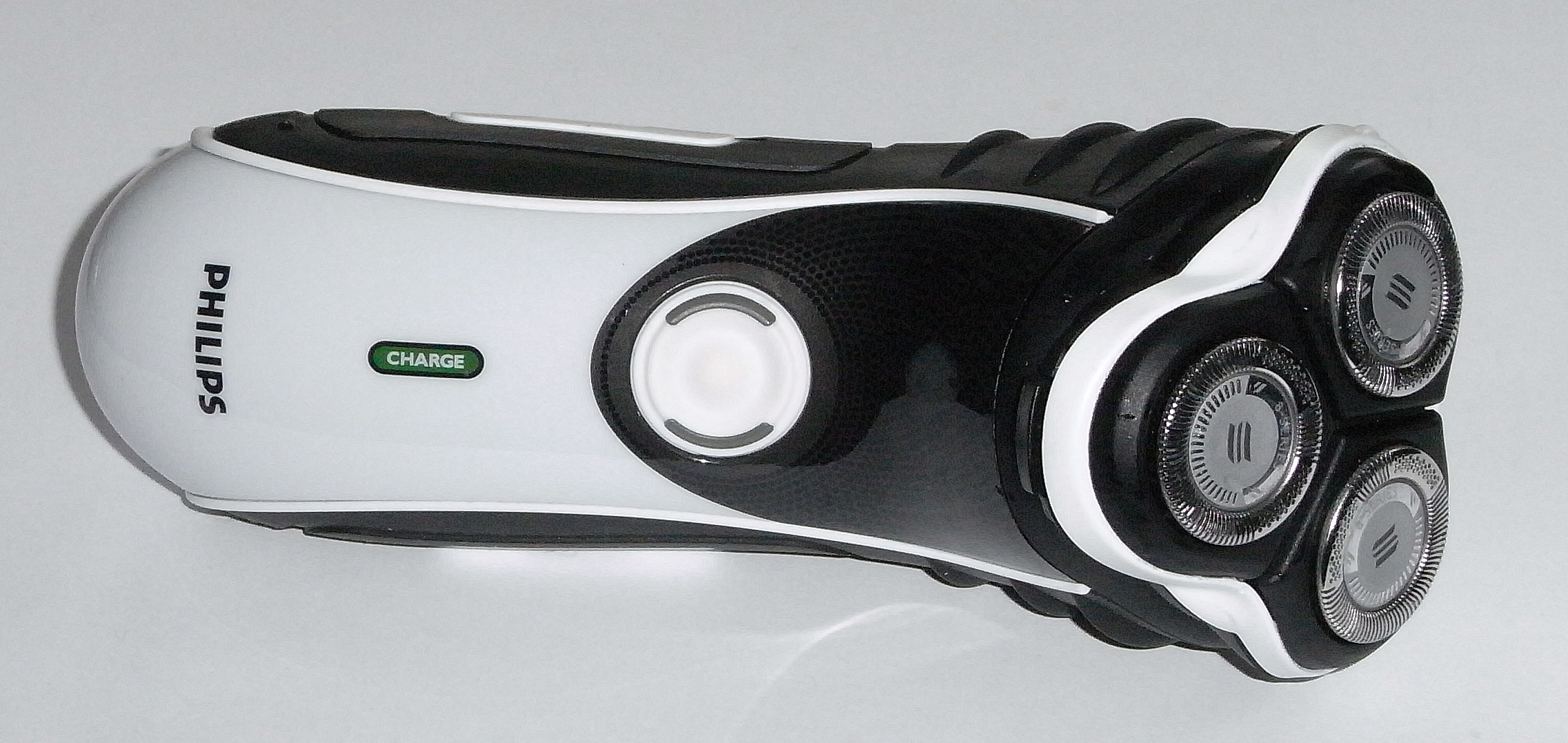
Rasoir électrique

## Les soins du rasage mécanique

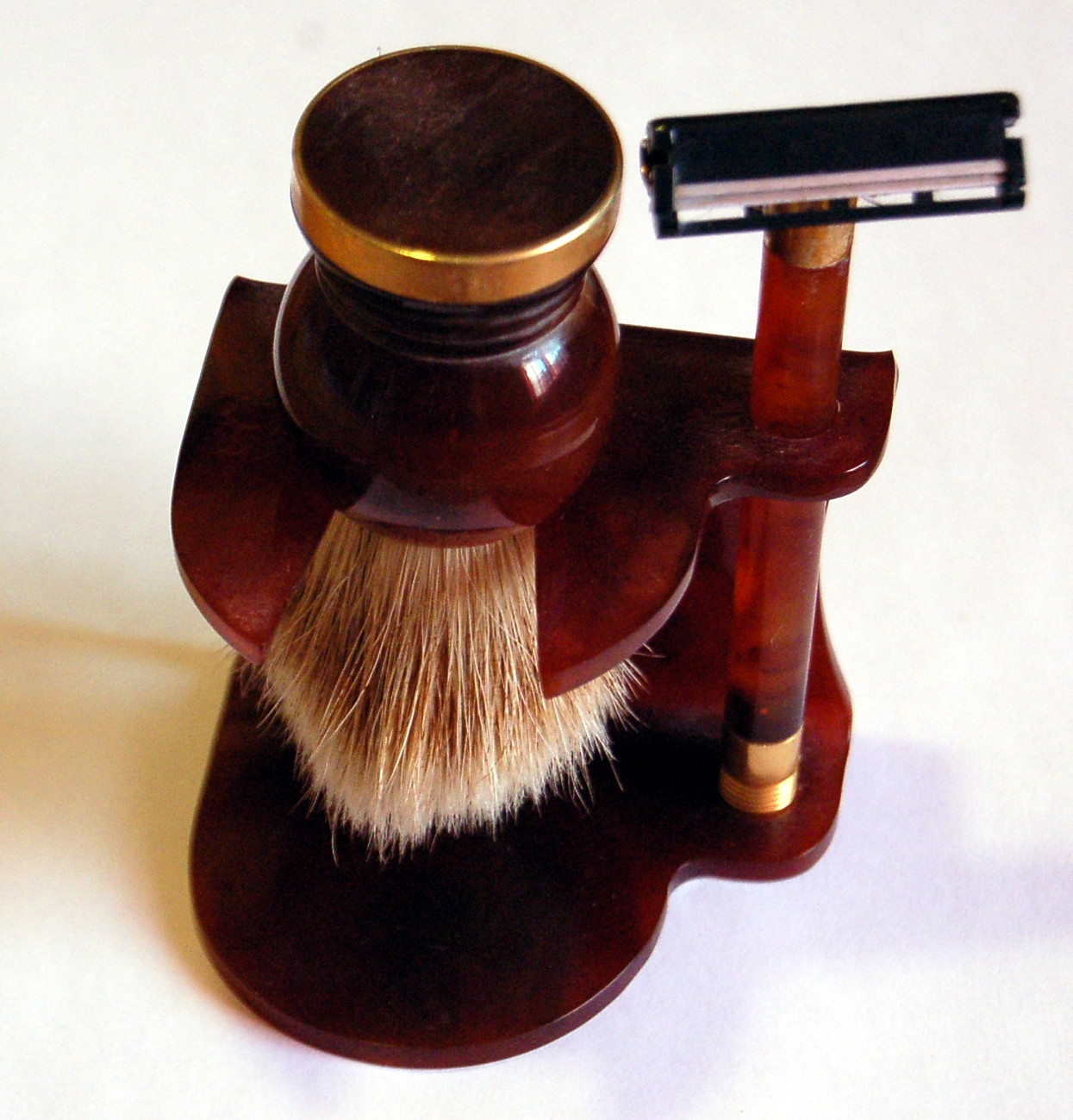
Ensemble de rasage : rasoir et blaireau

Le rasage mécanique dit également "Rasage humide" est généralement considéré comme donnant le meilleur résultat.
La règle de base est "Hydratation". En effet, le poil mouillé est plus tendre (voir les cheveux après un bain). Cette tendresse rendra le rasage plus facile, demandant ainsi moins de passages de lame et, en conséquence, moins d'irritations. 
L'idéal est de se raser après la douche. Le poil et la peau mouillée (avec de l'eau chaude pour dilater les pores), appliquer alors un produit de rasage qui, d'une part maintiendra une bonne hydratation du poil et, d'autre part, protégera la peau de l'agression de la lame. 
Différents types de produits de rasage existent qui permettent de conditionner la peau et le poil avant, pendant et après le rasage. 
La méthode la plus traditionnelle est celle dite du blaireau : à l'aide du blaireau humidifié à l'eau chaude, on savonne avec un produit de préparation (savon ou crème), ce qui créé une mousse protectrice sur la peau. Cette méthode permet une application précise de la mousse, et autorise l'utilisation d'une grande variété de produits de rasage ou cosmétiques, n'importe quel savon pouvant a priori être utilisé.
L'usage de mousse ou gel à raser (souvent conditionnés en bombe sous pression) est plus répandu que le blaireau, car plus largement distribué, et plus simple à l'usage. Cette méthode revient néanmoins plus cher à l'usage (les mousses et gel en bombe sont bien plus onéreux que les savons et crèmes à quantité de mousse générée égale) et présente l'inconvénient de se mettre du savon sur les mains. Les gels et mousses en bombe peuvent également contenir de l'alcool et dessécher la peau.

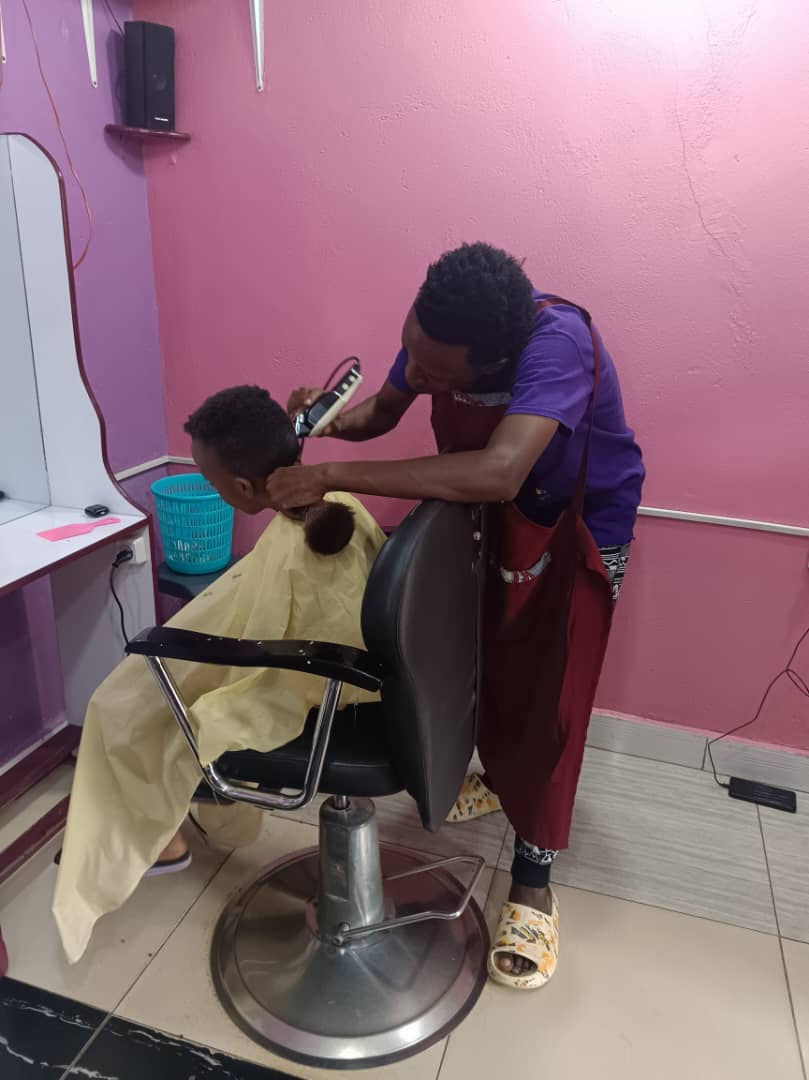
Raser

L'humidité du poil sera maintenue, le passage de la lame adouci et l'agression moindre sur la peau. L'on peut aussi utiliser une huile de rasage à appliquer en premier lieu, avant le savon ou la crème. 
Commencer par les parties tendres, joues, gorge et dessous du nez, pour finir par le menton. La lame doit aller dans le sens du poil. Si l'on constate des tiraillements, un broutage désagréable, changer de lame ou si la lame est neuve ajuster l'angle de coupe. Dans ce cas, avoir la main légère. Si le résultat n'est pas parfait, mouiller et savonner de nouveau et repasser légèrement le rasoir à travers-poil ou contre-poil. Terminer par un rinçage à l'eau froide pour refermer les pores et enfin appliquer un produit après-rasage pour réhydrater la peau (éviter les solutions à base d'alcool qui auront un effet inverse).
Depuis l'apparition du premier rasoir "De Sûreté" créé par l'américain Gillette, la diversité des lames et des rasoirs n'a cessé d'augmenter. On distingue aujourd'hui les rasoirs de sûretés (les plus répandus dans le monde en raison du faible coût de revient des lames) et les rasoirs à cartouche utilisant une cartouche en plastique sur lesquelles sont enchâssées les lames (généralement de 3 à 5 lames). Les rasoirs à cartouches bénéficient d'efforts marketing plus importants et sont donc plus répandus dans les pays développés, malgré un coût d'utilisation très élevé. Les rasoirs coupe-choux à lames nues sont encore utilisés et connaissent un regain d'intérêt.
Malgré les évolutions techniques et la qualité des produits de préparation (crèmes / savons / gels ..), le rasage peut encore générer des problèmes infectieux (boutons, rougeurs). 
Les campagnes marketing orchestrées depuis 30 ans pour proscrire la désinfection à l'alcool ont bien servi le développement de toutes sortes de crèmes, baume ou autres soins. Mais, ces produits, une fois ouverts, ne sont pas à l'abri d'une détérioration bactériologique, il convient donc d'être attentif aux dates de péremption (souvent 6, 12 ou 24 mois après ouverture).

## Le rasoir électrique
Le rasoir électrique pince et coupe le poil entre deux lames. En général une grille fixe (faisant office de lame extérieure) est utilisée à l'extérieur et frotte contre une lame en mouvement à l'intérieur. Le poil traverse la grille et est sectionné au passage de la lame. Cette lame peut être en mouvement rotatif, ou de va-et-vient en translation. On distingue deux marques principales : Braun et Philips ainsi que de nombreuses autres marques. Le rasoir électrique fonctionne généralement sur batterie, et les lames et grilles sont souvent remplaçables.
Il peut être utilisé sur peau sèche, ou sur peau humide (si le rasoir est parfaitement étanche). Certains rasoirs peuvent aussi être utilisés avec un gel de rasage pour limiter les irritations.
Le rasoir électrique permet un rasage rapide, facile (pas besoin de se rincer le visage et d'appliquer un produit de rasage) et efficace. Le rasage sec peut néanmoins être plus irritant que le rasage humide. Le rasoir électrique représente également un investissement important comparé au rasoir de sûreté ou à cartouche et il nécessite évidemment une alimentation électrique pour fonctionner ou être rechargé.

## Les effets secondaires du rasage
Le rasage peut avoir de nombreux effets secondaires comme des coupures, des écorchures, des irritations, ou des brûlures.
L'après-rasage
Il existe des après-rasages à base d'alcool ou des baumes. Il est recommandé de réhydrater la peau après le rasage avec des baumes réhydratants et d'éviter l'alcool qui dessèche encore plus la peau.
Les coupures
Les coupures dues au rasage provoquent des saignements qui peuvent durer environ 15 minutes. L'application d'un petit bout de papier hygiénique, à cigarette ou essuie-tout suffit à contenir le saignement. Il est préférable d'utiliser une « pierre d'alun » (parfois conditionné sous forme de crayon de rasage) qui arrêtera immédiatement le saignement ; de plus, l'alun est antibactérien.

## Les pratiques individuelles masculines
Avec la concurrence économique, les fabricants de rasoirs cherchent à s'approcher au plus près des besoins des utilisateurs, clients ou futurs clients. Concernant les rasages virils ordinaires, ils constatent une grande diversité des pratiques de rasage, avec des variations pouvant être mises en correspondance avec le pays. Du seul point de vue de la fréquence, les rasages fluctuent en nombre par semaine : par exemple, en Europe, la fréquence serait passée en 15 ans de 6 rasages hebdomadaires à entre 3 et 5 : Espagnols 3,6 ; Italiens 3,9 ; Français et Britanniques 4,7 ; Allemands 5.
La variabilité de la durée du rasage est importante, pour une part en lien avec la densité et l'étendue de la pilosité : soit entre 5 et 20 minutes. Ce temps est lui-même occupé bien différemment avec un nombre de passages variant entre 30 et 700 et une force appliquée variant entre 70 g et 1,5 kg, soit dans le sens du poil soit à rebrousse-poil.
Cette diversité des comportements complique singulièrement la mise au point de rasoir satisfaisant le plus grand nombre : les études durent plusieurs années et les investissements en sont par conséquent assez grands. Cette recherche est conduite en parallèle du suivi des modèles les plus anciens, en particulier dans le renouvellement des lames, par exemple en 2010, un rasoir mis sur le marché en 1977 et encore utilisé aujourd'hui.